# Loongkoonan
Loongkoonan (Jarlmadangah Burru, 1910 – 2018) was een Australische Aboriginal kunstenares van inheemse kunst en dorpsoudste bij de Nyikina in de westelijke regio  van Kimberley, West-Australië.
Zij werd geboren in Mount Anderson nabij de benedenloop van de rivier Fitzroy. Haar ouders werkten op runder-ranches alwaar zij opgroeide. Loongkoonan hielp daar met het bijeendrijven van het vee, het berijden van de paarden en kookte in de kampen.
Tijdens de regentijd volgde zij haar verwanten naar hun oorspronkelijke leefgebieden. Daar onderging zij traditionele ceremonies en hielp bij het verzamelen van voedsel en medicijnen uit de natuur.
Pas in 2005 begon Loongkoonan met schilderen bij de “Manambarra Aboriginal Artists” in Derby. Haar schilderkunstwerken ontvingen onmiddellijk bijval en werden tentoongesteld in elke Australische staat. Haar werk had invloed op een nieuwe generatie van Nyikina kunstenaars, waaronder Peggy Wassi.

## Erkenning
Loongkoonan werd in 2006 bekroond met de eerste prijs in de “Redlands Art Award”. 
Na bekroning bij het inheemse project “Drawing Together Art Awards” in 2007, werden werken van haar opgenomen in de "National Archives of Australia".
Zij hield in 2016 een overzichtstentoonstelling in de Verenigde Staten. Deze tentoonstelling “Yimardoowarra: kunstenaar van de rivier” werd eerst tentoongesteld op de Australische ambassade in Washington D.C., vóórdat het verder gebracht werd naar de Kluge-Ruhe Aboriginal Art collectie aan de Universiteit van Virginia. Op dat moment, werd haar werk eveneens prominent opgenomen door de Art Gallery of South Australia in Adelaide.

## Kunstcollecties
Loongkoonan’s werken zijn toegevoegd aan de collecties van Australian Parliament House, Art Gallery of Western Australia, het Berndt Museum voor antropologie van de Universiteit van Western Australia, Macquarie University en het departement van de inheemse zaken in Canberra.